# Sundsjön, Halland
Sundsjön är en sjö i Kungsbacka kommun i Halland och ingår i Rolfsåns huvudavrinningsområde. Sjön är 13 meter djup, har en yta på 0,808 kvadratkilometer och befinner sig 15,2 meter över havet. Vid provfiske har bland annat abborre, braxen, gers och gädda fångats i sjön.

## Delavrinningsområde
Sundsjön ingår i det delavrinningsområde (637990-128719) som SMHI kallar för Utloppet av Sundsjön. Medelhöjden är 61 meter över havet och ytan är 5,48 kvadratkilometer. Räknas de 44 avrinningsområdena uppströms in blir den ackumulerade arean 613,67 kvadratkilometer. Avrinningsområdets utflöde Rolfsån (Nolån) mynnar i havet. Avrinningsområdet består mestadels av skog (63 %) och jordbruk (14 %). Avrinningsområdet har 0,98 kvadratkilometer vattenytor vilket ger det en sjöprocent på 17,8 %.

## Fisk
Vid provfiske har följande fisk fångats i sjön:
- Abborre
- Braxen
- Gärs
- Gädda
- Mört
- Sik